# 杰克·克雷默
杰克·克雷默（英語：Jack Kramer，1921年8月1日—2009年9月12日），美国男子网球运动员。他曾获得温布尔登网球锦标赛男子单打冠军、男子双打冠军、美国网球公开赛男子单打冠军、男子双打冠军、混合双打冠军。